# Liberdade de navegação
A liberdade de navegação, livre navegação ou liberdade dos mares, é um princípio consuetudinário do direito internacional marítimo que, com as excepções previstas no direito internacional, garante aos navios que icem o pavilhão de um Estado, não serem objeto de ingerências de outros estados. Este direito está codificado no artigo 87(1)a da Convenção das Nações Unidas sobre o Direito do Mar de 1982.